# Bang Bang (canção de Jessie J, Ariana Grande e Nicki Minaj)
"Bang Bang" é uma canção das cantoras britânica Jessie J, norte-americana Ariana Grande e da rapper trinidiana Nicki Minaj, gravada para o terceiro álbum de estúdio da primeira Sweet Talker e o segundo de Grande My Everything. Foi escrita e produzida por Max Martin e Savan Kotecha, com auxílio na composição de Minaj, Myron Birdsong e Rickard Göransson. O seu lançamento ocorreu a 28 de Julho de 2014, como single em colaboração, através da Republic Records, editora discográfica das três artistas.

## Faixas e formatos
| Descarga digital |             |         |  |
| N.º              | Título      | Duração |  |
| 1.               | "Bang Bang" | 3:19    |  |

## Desempenho nas tabelas musicais

### Posições
| Tabela musical (2014)                                  | Melhor posição |
| ------------------------------------------------------ | -------------- |
| Alemanha (Media Control Charts)                        | 13             |
| Austrália (ARIA Charts)                                | 4              |
| Áustria (Ö3 Austria Top 40)                            | 12             |
| Bélgica (Ultratop 50 de Flandres)                      | 14             |
| Bélgica (Ultratop 40 da Valônia)                       | 28             |
| Canadá (Canadian Hot 100)                              | 3              |
| Canadá (CHR/Top 40)                                    | 5              |
| Coreia do Sul (Gaon Music Chart)                       | 7              |
| Croácia (Croatian Airplay Radio Chart)                 | 6              |
| Dinamarca (Hitlisten)                                  | 10             |
| Escócia (The Official Charts Company)                  | 1              |
| Eslováquia (IFPI Slovenská Republika)                  | 7              |
| Espanha (Productores de Música de España)              | 21             |
| Estados Unidos (Billboard Hot 100)                     | 3              |
| Estados Unidos (Pop Songs)                             | 2              |
| Estados Unidos (Adult Pop Songs)                       | 6              |
| Estados Unidos (Billboard Rhythmic)                    | 14             |
| Estados Unidos (Hot Adult Contemporary Tracks)         | 25             |
| Finlândia (IFPI Finlândia)                             | 12             |
| França (Syndicat National de l'Édition Phonographique) | 47             |
| Grécia (Greece Digital Songs)                          | 6              |
| Hungria (Magyar Hanglemezkiadók Szövetsége)            | 20             |
| Irlanda (Irish Recorded Music Association)             | 3              |
| Itália (Federazione Industria Musicale Italiana)       | 24             |
| Israel (Media Forest)                                  | 7              |
| Japão (Japan Hot 100)                                  | 40             |
| Países Baixos (MegaCharts)                             | 7              |
| Nova Zelândia (NZ Top 40 Singles)                      | 5              |
| Noruega (VG-lista)                                     | 15             |
| Reino Unido (UK Singles Chart)                         | 1              |
| Suécia (Sverigetopplistan)                             | 15             |
| Suíça (Schweizer Hitparade)                            | 21             |
| Ucrânia (FDR Charts)                                   | 1              |

### Certificações
| País (Empresa)             | Certificação |
| -------------------------- | ------------ |
| Austrália (ARIA)           | 3× Platina   |
| Canadá (Music Canada)      | 5× Platina   |
| Estados Unidos (RIAA)      | 6× Platina   |
| Itália (FIMI)              | 2× Platina   |
| México (AMPROFON)          | Ouro         |
| Noruega (IFPI Noruega)     | 2× Platina   |
| Nova Zelândia (RMNZ)       | 2× Platina   |
| Reino Unido (BPI)          | Platina      |
| Suécia (GLF)               | 3× Platina   |
| Streaming                  |              |
| Dinamarca (IFPI Dinamarca) | Platina      |
| Espanha (PROMUSICAE)       | Ouro         |

## Histórico de lançamento
| País           | Data                 | Formato                | Editora discográfica |
| -------------- | -------------------- | ---------------------- | -------------------- |
| Estados Unidos | 28 de Julho de 2014  | Rádios Hot AC          | Republic             |
| Estados Unidos | 29 de Julho de 2014  | Descarga digital       | Republic             |
| Estados Unidos | 29 de Julho de 2014  | Rádios mainstream      | Republic             |
| Estados Unidos | 29 de Julho de 2014  | Rádios rhythmic        | Republic             |
| Austrália      | 30 de Julho de 2014  | Descarga digital       | Republic             |
| França         | 30 de Julho de 2014  | Descarga digital       | Republic             |
| Portugal       | 30 de Julho de 2014  | Descarga digital       | Republic             |
| Suíça          | 30 de Julho de 2014  | Descarga digital       | Republic             |
| Itália         | 29 de Agosto de 2014 | Rádios mainstream      | Universal Music      |
| Reino Unido    | Descarga digital     | 21 de Setembro de 2014 | Republic             |
| Alemanha       | Descarga digital     | 26 de Setembro de 2014 | Universal Music      |